# Championnats d'Afrique de course en ligne de canoë-kayak 2016
Navigation
2013 2023
Les Championnats d'Afrique de course en ligne 2016 sont la huitième édition des Championnats d'Afrique de course en ligne de canoë-kayak. Ils ont lieu du 1er au 3 avril 2016 dans la réserve de Shongweni en Afrique du Sud. La compétition qualificative pour les Jeux olympiques d'été de 2016 à Rio de Janeiro rassemble 20 nations.

## Nations participantes
20 nations participent à ces Championnats : 
- Afrique du Sud
- Algérie
- Angola
- Cameroun
- Côte d'Ivoire
- Djibouti
- Égypte
- Ghana
- Kenya
- Libye
- Maroc
- Mozambique
- Namibie
- Nigeria
- Sao Tomé-et-Principe
- Sénégal
- Seychelles
- Somalie
- Soudan
- Tunisie

## Médaillés

### Hommes
| K1 200 m   | Chrisjan Coetzee (RSA)                             | Mohamed Ali Mrabet (TUN)                                                        | Karim Abdelsamie (EGY)                            |  |  |  |
| K1 1 000 m | Mohamed Ali Mrabet (TUN)                           | Louis Hattingh (RSA)                                                            | Nasreddine Baghdadi (ALG)                         |  |  |  |
| K1 5 000 m | Mohamed Ali Mrabet (TUN)                           | Stu McLaren (RSA)                                                               | Oussama Diabali (ALG)                             |  |  |  |
| K2 200 m   | Afrique du Sud Calvin Clack Cameron Hudson         | Algérie Oussama Djabali Nasreddine Baghdadi                                     | Égypte Karim Abdelsamie Ali Ahmed                 |  |  |  |
| K2 1 000 m | Afrique du Sud Louis Hattingh Stu McLaren          | Algérie Oussama Djabali Nasreddine Baghdadi                                     | Tunisie Mohamed Ali Mrabet Yassine Belhaj Mohamed |  |  |  |
|            |                                                    |                                                                                 |                                                   |  |  |  |
| C1 200 m   | Khaled Houssine (TUN)                              | Abdoulaye Gueye (SEN)                                                           | Joaquim Lobo (MOZ)                                |  |  |  |
| C1 1 000 m | Abdoulaye Gueye (SEN)                              | Buly Da Conceicco Triste (STP)                                                  | Khaled Houssine (TUN)                             |  |  |  |
| C1 5 000 m | Abdoulaye Gueye (SEN)                              | Mohamed Serb (LBA)                                                              | Buly Da Conceicco Triste (STP)                    |  |  |  |
| C2 200 m   | Tunisie Khaled Houssine Mohamed Seifallah Kendaoui | Mozambique Nordino Mussa Joaquim Lobo                                           | Sénégal Ousmane Goudiam Fall Abdoulaye Gueye      |  |  |  |
| C2 1 000 m | Mozambique Mussa Chamaune Joaquim Lobo             | Sao Tomé-et-Principe Buly Da Conceicco Triste Atalmiro Ferreira Viegas de Ceita | Afrique du Sud Calvin Mokoto Radoslav Olszewski   |  |  |  |

### Femmes
| K1 200 m   | Bridgitte Hartley (RSA)                           | Afef Ben Ismaïl (TUN)                   | Menatalla Ali Ahmed (EGY)              |  |  |  |
| K1 500 m   | Bridgitte Hartley (RSA)                           | Afef Ben Ismaïl (TUN)                   | Menatalla Ali Ahmed (EGY)              |  |  |  |
| K1 5 000 m | Bridgitte Hartley (RSA)                           | Abir Ben Ismaïl (TUN)                   | Combe Seck (SEN)                       |  |  |  |
| K2 200 m   | Afrique du Sud Melanie Van Niekerk Bianca Beavitt | Tunisie Afef Ben Ismaïl Abir Ben Ismaïl | Égypte Menatalla Ali Ahmed Samaa Ahmed |  |  |  |
| K2 500 m   | Afrique du Sud Melanie Van Niekerk Bianca Beavitt | Tunisie Afef Ben Ismaïl Abir Ben Ismaïl | Égypte Menatalla Ali Ahmed Samaa Ahmed |  |  |  |
|            |                                                   |                                         |                                        |  |  |  |
| C1 200 m   | Nedra Trabelsi (TUN)                              | Arame Gueye (SEN)                       | Lilian Jephart (NGA)                   |  |  |  |
| C1 500 m   | Nedra Trabelsi (TUN)                              | Favour Bewei (NGA)                      | Arame Gueye (SEN)                      |  |  |  |

### Garçons
| K1 200 m   | Jarryd Gibson (RSA)               | Otail Khatali (TUN)  | Joaquim Manhique (MOZ)          |  |  |  |
| K1 1 000 m | Jean van der Westhuyzen (RSA)     | Otail Khatali (TUN)  | Joaquim Manhique (MOZ)          |  |  |  |
|            |                                   |                      |                                 |  |  |  |
| C1 200 m   | Mohammed Seifallah Kendaoui (TUN) | Manuel António (ANG) | Roque Fernandes Dos Ramos (STP) |  |  |  |
| C1 1 000 m | Mohammed Seifallah Kendaoui (TUN) | Manuel António (ANG) | Roque Fernandes Dos Ramos (STP) |  |  |  |

### Filles
| Épreuves | Or                 | Argent              | Bronze            |
| -------- | ------------------ | ------------------- | ----------------- |
| K1 200 m | Donna Hutton (RSA) | Khaoula Sassi (TUN) | Samaa Ahmed (EGY) |
| K1 500 m | Donna Hutton (RSA) | Khaoula Sassi (TUN) | Samaa Ahmed (EGY) |